# 王芳荃
王芳荃（1880年—1975年），湖北省沙市人，中国近代文学教授。
早年毕业于圣约翰大学，后在日本东京志成学校从事英文教学。宣统二年，回国任教于武昌文华大学。次年经学部遴选，奉调到北京清华学堂任英文教师；1913年，留学获芝加哥大学教育硕士，翻译《孟子》。1915年，回国继续在清华学堂任教。1928年，改任交通大学北京铁路管理学院英文教授。七七事变后，学校教职员工星散，王芳荃带领学校骨干南迁，辗转于上海、汉口、湘潭、长沙，终于在贵州福泉开学复课。1944年迁至四川璧山。抗日战争结束后，学校复迁北平，公推王芳荃领衔成立院务维持委员会。此后北京铁路管理学院改转北方交通大学。1958年，王芳荃从北方交通大学退休后回到上海。有子王元化。